# Elphinstonia charlonia
Elphinstonia charlonia är en fjärilsart som först beskrevs av Donzel 1842.  Elphinstonia charlonia ingår i släktet Elphinstonia och familjen vitfjärilar.
Artens utbredningsområde är Algeriet. Inga underarter finns listade i Catalogue of Life.